# زندان دیزل‌آباد کرمانشاه
زندان دیزل‌آباد، زندان مرکزی استان کرمانشاه است که در شهر کرمانشاه و در محلهٔ دیزل‌آباد این شهر واقع شده و زیر نظر سازمان زندان‌ها و اقدامات تأمینی و تربیتی کشور قرار دارد. این زندان در سال ۱۳۵۴ تأسیس شده‌است. این زندان دارای دو بخش مجزا برای آقایان و بانوان است.

## ظرفیت
زندان دیزل‌آباد برای نگهداری ۲۹۰۰ نفر ساخته شده‌است، اما هم‌اکنون نزدیک به ۶۰۰۰ زندانی در آن نگه‌داری می‌شوند.

## بندها
زندان دیزل آباد دارای ۹ بند است. از این تعداد ۵ بند به صورت دو طبقه است و در واقع این زندان ۱۰ بند و ۶ سالن دارد.
بند ۷ یا قرنطینه محل زندانیان تازه‌وارد است. بند ۳ محلی است که زندانیان بعد از ۲ ماه قرنطینه بدان منتقل شده و در بندهای اصلی تقسیم می‌شوند. بندهای ۱، ۲، ۵ و ۶ بندهای عمومی زندان هستند. بند ۴ بند جوانان است که مطابق با آیین‌نامۀ نحوۀ تفکیک و طبقه‌بندی زندانیان، زندانیان ۱۸ تا ۳۰ سال در آن نگهداری می‌شوند. بند ۸ محل نگهداری زندانیان مواد مخدر است که به بند متادونی‌ها معروف است و شلوغ‌ترین بند زندان است. بند ۹ محل نگهداری زندانیان محکوم به اعدام است که به بند ادب معروف است.

### بند زنان
زندان زنان دیزل‌آباد که بند ۱۰ نیز نامیده می‌شود محل نگهداری زنان زندانی است.

## زندانیان سرشناس

### زندانیان سیاسی سرشناس
- یحیی رحیمی
- عباس سماکار
- هرمز گرجی‌بیانی
- آذرنوش مهدویان
- محمد عزتی
- هوشنگ عزیزی
- یدالله محمودی
- عبدالله نوری
- اصغر آراسته
- منصور یاقوتی
- زینب جلالیان
- رضا رسایی

### سایر زندانیان
- فریدون قنبری
- بابک قربانی
- آروین قهرمانی

## فرهنگسرای تربیت
یک بخش فرهنگی تحت عنوان فرهنگسرای تربیت با مشارکت شهرداری کرمانشاه و ادارهٔ کل زندان‌های استان کرمانشاه در تاریخ ۲۸ تیر ۱۴۰۰ در زندان دیزل‌آباد کرمانشاه افتتاح شد. فرهنگسرای تربیت قرار است به برگزاری برنامه‌های فرهنگی برای زندانیان بپردازد.

## فروش زندان و ساخت زندان جدید
در ۱۴ تیر ۱۴۰۲ رئیس سازمان زندان‌ها و اقدامات تأمینی و تربیتی کشور در نشستی با محمدطیب صحرایی استاندار کرمانشاه از انتقال زندان مرکزی کرمانشاه به خارج از فضای مسکونی شهر خبر داد و اظهار داشت که این امر در چارچوب مولدسازی اموال و دارایی‌های دولت در برنامه ششم توسعه صورت می‌گیرد. مولدسازی طرحی‌ست که طی آن اموال دولتی که در فهرست فروش قرار داده شده‌اند به افراد منتخب هیات عالی مولدسازی فروخته می‌شود. به گفتۀ وی این کار با هدف «توسعۀ فضاهای کارگاهی» در زندان جدید کرمانشاه که در خارج از شهر ساخته خواهد شد انجام می‌شود. این اقدام همزمان با برنامۀ هفتم توسعه مطرح شده‌است که بر اساس مادۀ ۱۶ آن در راستای درآمدزایی از کار زندانیان، انعقاد قرارداد کار با زندانیان با پرداخت حقوق و مزایایی کمتر از حداقل دستمزد مصوب شورای عالی کار مجاز شناخته شده‌است. در شهریور ۱۴۰۳ رئیس کل دادگستری استان کرمانشاه بار دیگر از پیگیری برای تسریع در انتقال این زندان به مکان جدید واقع در خارج از محدودۀ شهر خبر داد.
در آذر ۱۴۰۳ استاندار وقت کرمانشاه از مولدسازی زندان دیزل‌آباد به‌صورت تبدیل آن به شهرک صنایع دستی و گردشگری و خرید زمینی به وسعت سه برابر زندان فعلی در خارج از شهر کرمانشاه خبر داد. به گفتۀ وی زندان ماهیدشت که قرار بود جایگزین دیزل‌آباد شود به دلیل واقع شدن در دشت ممنوعۀ ماهیدشت که در وضعیت قرمز آبی قرار دارد، با مسئله آب و تنش آبی مواجه است.